# European Newspaper Publishers’ Association
Die European Newspaper Publishers’ Association (ENPA – deutsch Europäischer Verband der Zeitungsverleger) ist ein internationaler Non-Profit-Interessenverband zur Vertretung der Interessen der europäischen Zeitungsverleger. Der Verband repräsentiert über 5200 Zeitungen in 25 europäischen Ländern mit über 750000 Angestellten.

## Mitglieder
(Auswahl)
deutschsprachig
- Bundesverband Deutscher Zeitungsverleger
- Verband Österreichischer Zeitungen
- Distripress
- Schweizer Medien

## Weblink
- Offizielle Website